# Gentiana cruttwellii
Gentiana cruttwellii är en gentianaväxtart som beskrevs av H. Smith. Gentiana cruttwellii ingår i släktet gentianor, och familjen gentianaväxter. Inga underarter finns listade i Catalogue of Life.